# Orca Inlet
El Orca Inlet es un pequeño entrante marino, uno de los accesos al Prince William Sound, localizado en la costa meridional de Alaska. La ciudad de Cordova (2.327 hab. en 2005) fue fundada en sus costas en 1906. Todo el tráfico marino que llega a la ciudad lo hace a través del Orca Inlet.

## Geografía
El Orca Inlet separa la pequeña isla de Hawkins (de 176,388 km²) de la parte continental. La entrada, que se dirige primero al sureste y luego tras un brusco quiebro, se vuelve al oeste, tiene una longitud de 36 km y cerca de 4,8 km de ancho en su punto más ancho. El extremo sur se abre en el golfo de Alaska, mientras que el extremo norte se une con la homónima bahía Orca.
La ciudad de Cordova está situada en la costa sureste del Orca Inlet.
El Orca Inlet puede servir como una entrada de acceso al Prince William Sound desde el golfo de Alaska, pero el agua baja limita el tamaño de los buques que pueden utilizar la ruta. En 1914, 2/3 de la entrada meridional tenían generalmente 3,7 m de profundidad o menos, con unos pocos canales discontinuos, mientras que la parte norte tenía de 27 a 69 m de profundidad.

## Historia
El primer occidental del que se tiene constancia que navegó por sus aguas fue Salvador Fidalgo en la expedición española de 1790.
El 3 de junio Salvador Fidalgo en un lugar próximo a Orca Inlet plantó una enorme cruz de madera e izó la bandera de España ante la mirada de los Primera Compañía Franca de Voluntarios de Cataluña, tomando posesión de Alaska en nombre del rey Carlos IV. Dos años antes, el capitán británico James Cook estuvo en el Prince William Sound, pero no se sabe si se introdujo en este brazo.
El Orca Inlet fue incluido en el Diccionario Geográfico de Alaska en 1906, citando el informe de J.F. Moser de 1897. La Orca Cannery (fábrica de conservas) funcionó en la costa sur del entrante; había una oficina de correos en ese lugar desde 1894. La Odiak Cannery se encuentra a tres kilómetros al suroeste de Orca, en la ubicación de la actual Cordova.
Había antes grandes lechos de almeja navaja (Siliqua patula) en las zonas intermareales del Orca Inlet, que fueron cosechadas y enviadas desde Cordova. Las cosechas llegaron a 3,5 millones de libras en su apogeo. Las poblaciones comenzaron a declinar a finales de 1950. Cuando el terremoto de Alaska de 1964 golpeó la zona, esos lechos de almejas quedaron levantados alrededor de 6 pies (1,8 m), expuestos y fuera de la zona intermareal. Esto llevó a una moderada mortalidad y finalmente la industria fracasó.

## Geología
Al igual que otras brazos del Prince William Sound, el Orca Inlet es un fiordo. Hay grandes áreas en la costa con grandes rocas redondeadas, así como muchos circos y valles colgados. La erosión glacial ha creado escarpadas paredes en los lados del fiordo. En un área, esa elevación ha levantado unos 490 m en 0,80 km de la costa. Las zonas del sur y el centrales se llenan de sedimentos, haciendo que la zona sea poco profunda. Estos depósitos son el resultado del retroceso de los glaciares que una vez llenaron el fiordo, así como la entrada de corrientes que fluyen a través del extremo más alejado del entrante del río Copper y otros arroyos glaciares más pequeños. Estos depósitos derivan hacia el oeste a lo largo de la costa hasta llegar a la entrada del Orca Inlet.
Se ha encontrado mineral de cobre en el área alrededor del Orca Inlet, pero ha habido poco desarrollo para extraerlo.
La marea fluye hacia el sur en pleamar y hacia el norte en bajamar. La velocidad media en el pico de la pleamar es de 2,8 km/h, y de 1,5 km/h en bajamar.

## Galería

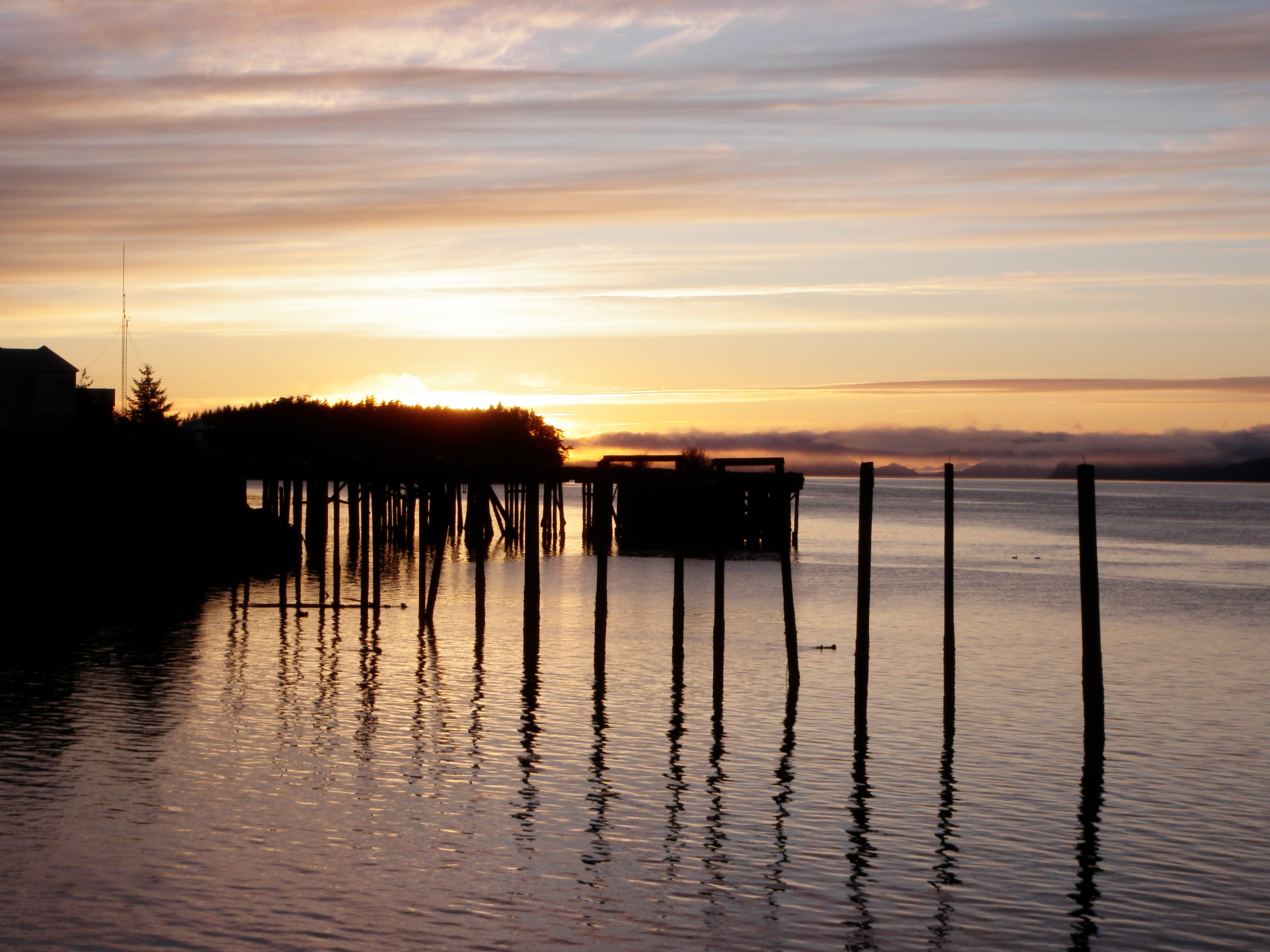
Atardecer sobre el Orca Inlet, visto desde Cordova
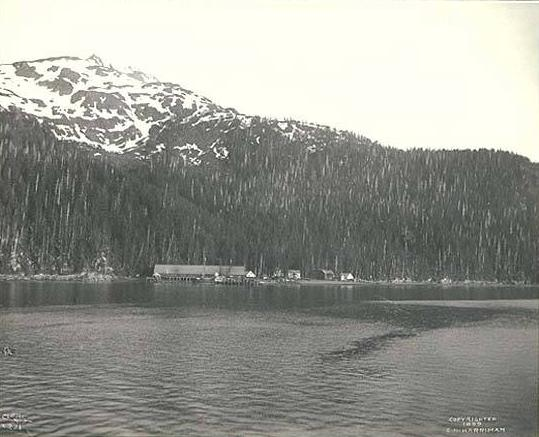
Fábrica de conservas y el pueblo de Orca, a cerca de 3 millas al NE de la actual Córdoba (E.S. Curtis, junio 1899)
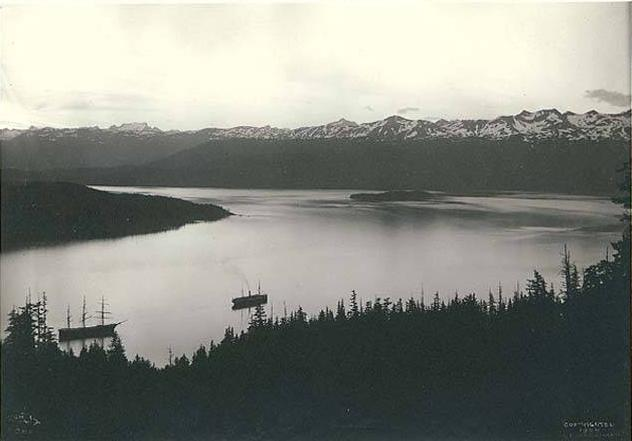
Orca Harbor ((el extremo este del Orca Inlet) desde la montaña sobre el pueblo de Orca, cerca de 3 millas al NE de la actual Córdoba (E.S. Curtis, junio 1899)